# Rhinolophus maendeleo
Rhinolophus maendeleo es una especie de murciélago de la familia Rhinolophidae. Es una especie recientemente descubierta.

## Distribución geográfica
Habita en las cuevas de los bosques costeros de tierras bajas de  Tanzania. 